# Partito del Forum Tedesco
Il Partito del Forum Tedesco (in tedesco: Deutsche Forumpartei) è stato un partito politico dell'opposizione nella Germania Est. È stato formato dal movimento dei cittadini del Nuovo Forum (Neues Forum). È stato fondato a Karl-Marx-Stadt (ora Chemnitz) il 27 gennaio 1990. Il suo primo presidente fu Jürgen Schmieder. Si è descritto come appartenenza di centro.
Fu invitato a far parte dell'Alleanza per la Germania, dominata dai Democratici Cristiani, per le elezioni del 1990 della Camera del popolo, ma invece si unì alla Federazione dei Democratici Liberi il 12 febbraio 1990.